# Texella jungi
Texella jungi is een hooiwagen uit de familie Phalangodidae.